# Leuctra dentiloba
Leuctra dentiloba är en bäcksländeart som beskrevs av Wu, C.F. 1973. Leuctra dentiloba ingår i släktet Leuctra och familjen smalbäcksländor. Inga underarter finns listade i Catalogue of Life.